# Amphisbaena wiedi
Espèce
Synonymes
- Amphisbaena fuliginosa wiedi Vanzolini, 1951

Amphisbaena wiedi est une espèce d'amphisbènes de la famille des Amphisbaenidae.

## Répartition
Cette espèce est endémique du bassin de l'Amazone au Brésil.  Elle est ainsi nommée en hommage au prince Maximilian zu Wied-Neuwied.

## Publication originale
- Vanzolini, 1951 : Amphisbaena fuliginosa. Contribution to the knowledge of the Brazilian lizards of the family Amphisbaenidae Gray, 1825. 6. On the geographical distribution and differentiation of Amphisbaena fuliginosa Linné. Bulletin of the Museum of Comparative Zoology, vol. 106, n. 1, p. 1-67 (texte intégral).